# Marais de Chipoudy
Pour les articles homonymes, voir Chipoudy.

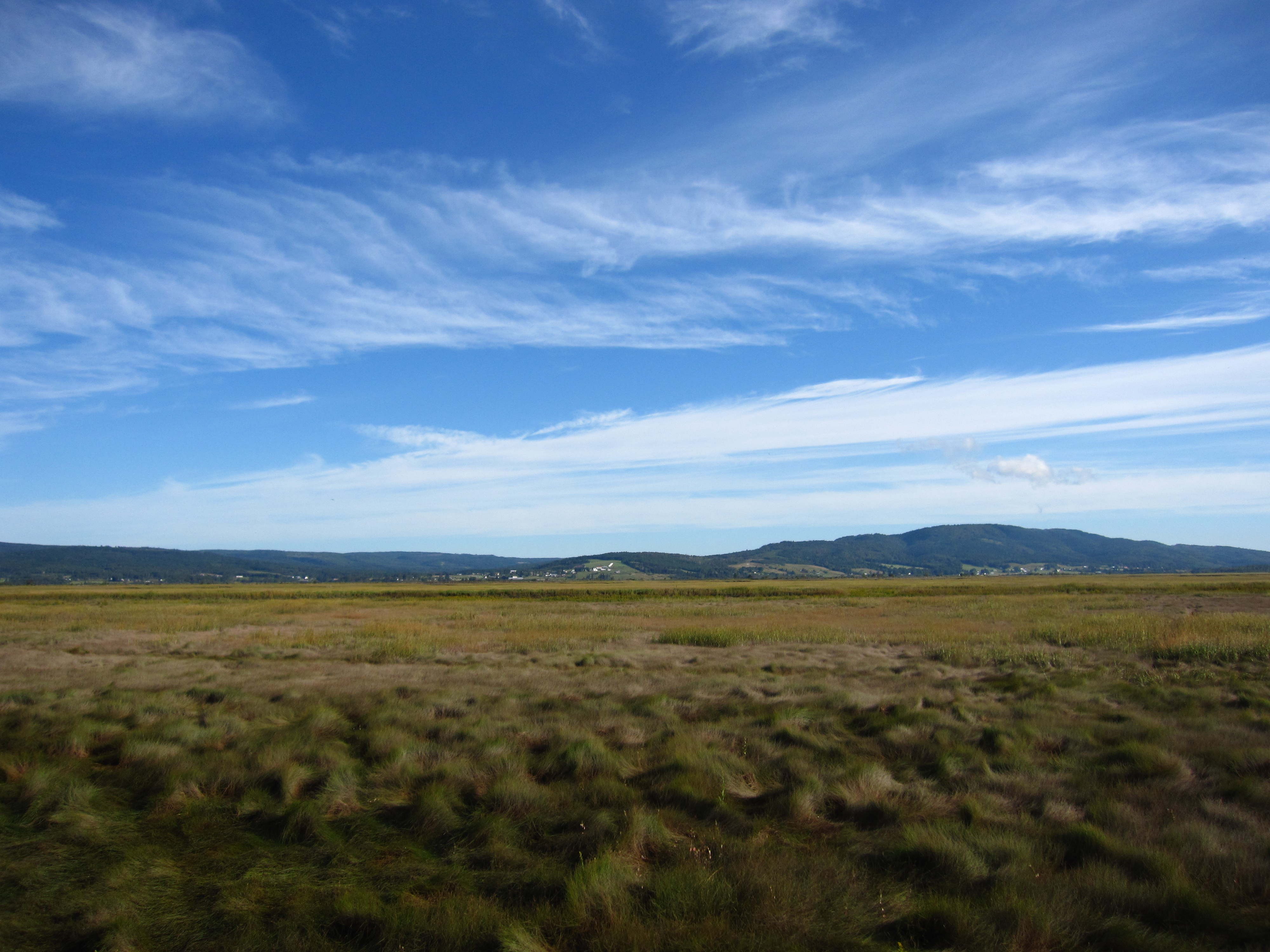
Marais de Chipoudy

Le marais de Chipoudy ((en): Shepody Marsh) est une région naturelle de la province canadienne du Nouveau-Brunswick. Une partie du marais est protégé par la réserve nationale de faune de Shepody. Le marais s'étend sur quelques kilomètres, à l'embouchure de la Chipoudy.